# Kassel

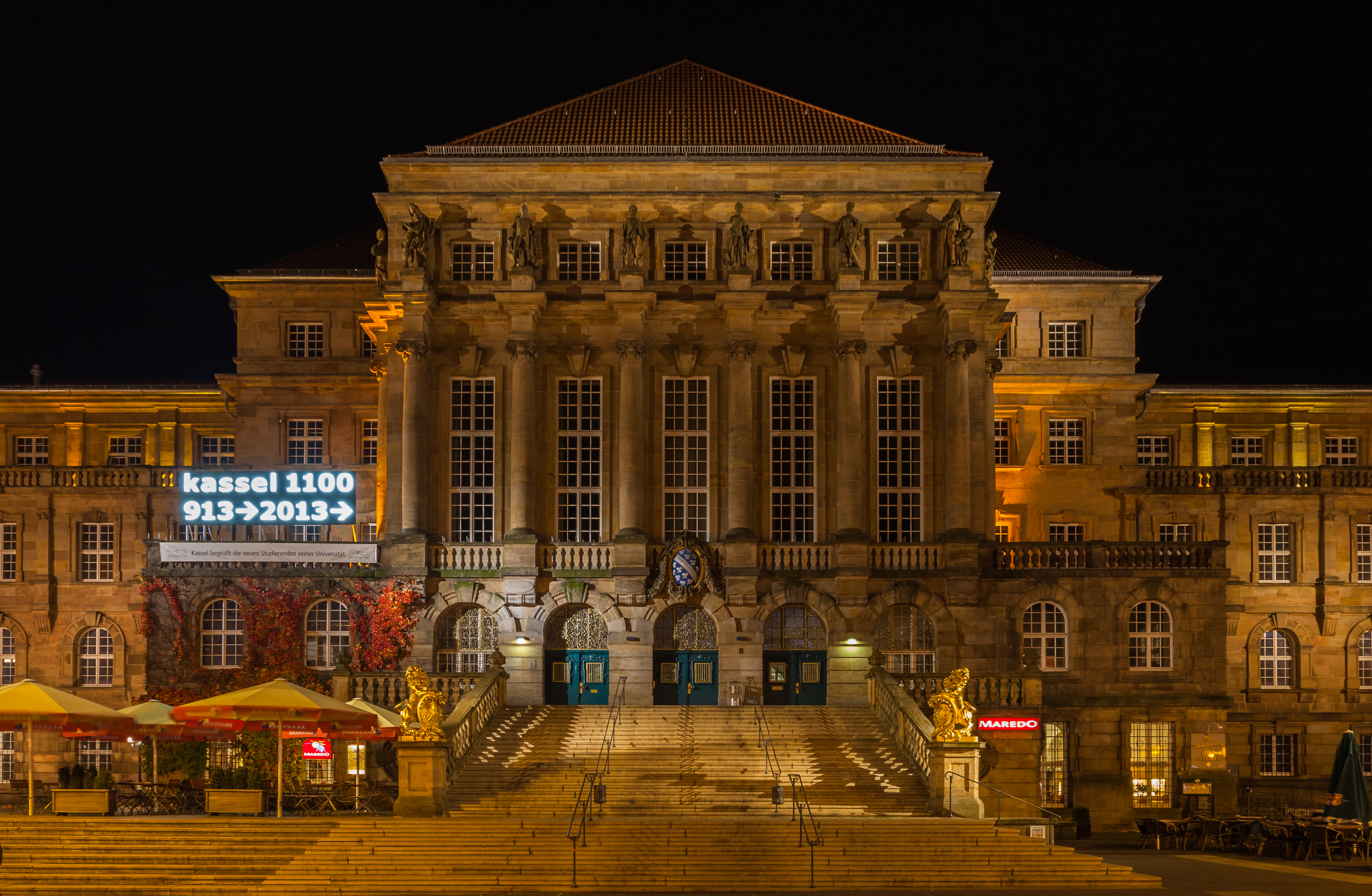
Municipio

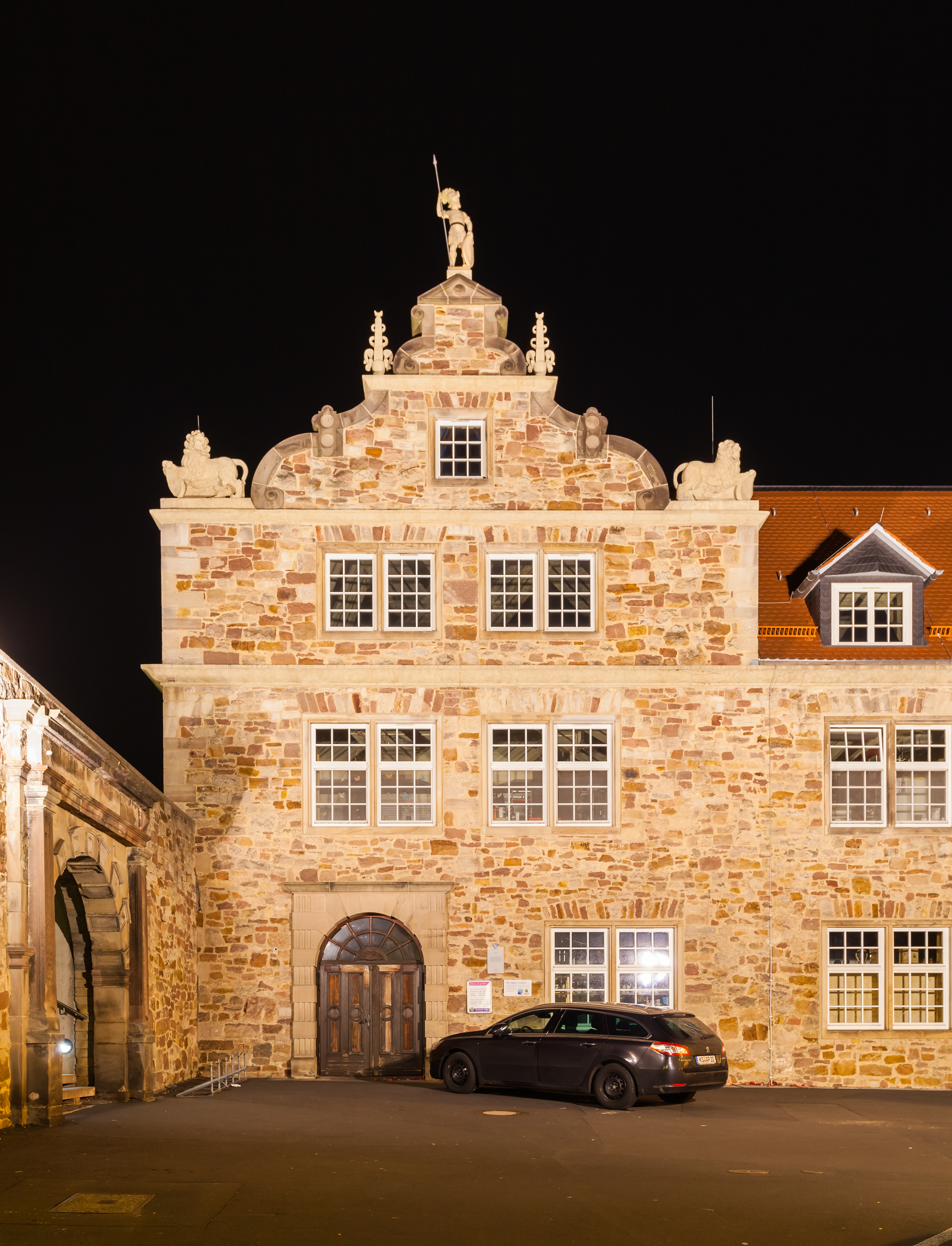
Mercato

Kassel (fino al 1926 Cassel) è una città extracircondariale situata sul fiume Fulda, nell'Assia settentrionale, nella Germania centro-occidentale. Kassel è capoluogo del distretto governativo di Kassel (Regierungsbezirk) e del circondario rurale (Kreis) dallo stesso nome. La città conta 204 202 abitanti ed occupa una superficie di 106,77 km².
Nel territorio di Kassel la Fulda riceve alcuni suoi affluenti fra i quali: Ahne, Drusel (chiamato, nell'ultimo tratto del suo corso, Kleine Fulda, cioè Piccola Fulda), Geile (chiamato, nell'ultimo tratto del suo corso, Döll), Grunnelbach, Jungfernbach, Losse, Nieste e Wahle.

## Storia
Il nome deriva dall'antica Castellum Cattorum, castello dei Catti, una tribù germanica che viveva nell'area fin dall'epoca romana.
La città è menzionata per la prima volta nel 913 come luogo dove il re Corrado di Franconia firmò due documenti. La località veniva chiamata Chasella ed era una fortificazione vicino ad un ponte sul fiume Fulda. Un documento del 1189 certifica che Kassel possedeva i diritti di città, ma non si sa quando furono concessi.
Nel 1567 il langraviato di Assia, la cui capitale era Marburgo, venne diviso tra quattro eredi e l'Assia-Kassel diventò uno degli stati che nacquero dalla spartizione. Kassel era la capitale e divenne il centro del protestantesimo in Germania. Furono erette robuste fortificazioni per proteggere la roccaforte protestante contro i nemici cattolici. Nel 1685 Kassel diede rifugio a 1700 Ugonotti che trovarono riparo nell'appena fondato quartiere di Oberneustadt. Il langravio Carlo, a cui si deve questo atto umanitario, ordinò anche la costruzione dell'Oktogon e dell'Orangerie.
In seguito l'Assia-Kassel si guadagnò la triste fama di fornitrice di mercenari (i cosiddetti assiani) alla corona britannica, che ne aveva bisogno per sopprimere la rivoluzione americana, dietro pagamento in denaro, utilizzato per finanziare la costruzione di palazzi e lo stile di vita opulento del langravio.
All'inizio del XIX secolo vi abitarono i Fratelli Grimm, che vi raccolsero e scrissero le loro fiabe. Nel 1803 il langraviato venne elevato ad elettorato, ma poco dopo fu annesso da Napoleone e nel 1807 divenne la capitale del Regno di Vestfalia (che ebbe vita breve), retto dal fratello di Napoleone, Girolamo. Nel 1813 l'elettorato fu ripristinato.
Essendosi schierato con l'Austria nella guerra Austro-Prussiana per la supremazia in Germania, l'elettorato venne annesso alla Prussia nel 1866. L'amministrazione prussiana unì Nassau, Francoforte e Assia-Kassel nella nuova provincia di Assia-Nassau. Kassel cessò di essere una residenza principesca, ma si sviluppò ben presto in un importante centro industriale e snodo ferroviario.
Nel 1870, dopo la battaglia di Sedan, Napoleone III fu mandato nella prigione del castello di Wilhelmshöhe sovrastante la città.
Durante la seconda guerra mondiale, nella notte del 22/23 ottobre 1943, 569 bombardieri britannici compirono un'incursione, distruggendo il 90% del centro cittadino. Nel raid morirono circa 10.000 persone, e 150.000 persero la casa in una tempesta di fuoco paragonabile a quella di Amburgo nel luglio 1943. L'attenzione era stata sviata da un finto attacco a Francoforte sul Meno, che cominciò cinque minuti prima di quello su Kassel. La maggior parte delle vittime furono civili o soldati feriti ricoverati in ospedali locali, mentre le fabbriche di armamenti pesanti della città rimasero perlopiù intatte. L'attacco comprese una delle più accurate individuazioni di obbiettivi fin dal raid incendiario su Amburgo. Nella notte del raid il Comando bombardieri della RAF mise in atto l'operazione Corona per confondere i caccia notturni tedeschi, garantendo una perfetta riuscita dell'attacco.
Dopo la guerra la maggior parte degli edifici antichi non fu ripristinata, e ampie parti del centro vennero completamente ricostruite nello stile degli anni cinquanta. Tuttavia alcuni edifici storici, come il Museo Fridericianum, vennero recuperati.
Esiste una leggenda spesso ripetuta tra i cittadini di Kassel, secondo cui la città fu vicina a diventare la capitale provvisoria della Repubblica Federale Tedesca nel 1949. È vero che il parlamento ad interim all'epoca stava considerando una nuova sede per la capitale, poiché Berlino era una regione amministrativa speciale, controllata dagli Alleati e circondata dalla zona d'occupazione sovietica.
Per ospitare il governo fe erano state proposte diverse città, ma fu scartata sin dal primo turno. Gran parte dei membri dell'assemblea costituzionale tedesca (così come il comando supremo statunitense) favorivano Francoforte, dove l'amministrazione assiana aveva già iniziato la costruzione di una "Sala per l'Assemblea plenaria".
Alla fine vinse Bonn, dopo l'intervento del cancelliere Adenauer, che era nato a soli 15 km da tale città.

## Monumenti e luoghi d'interesse

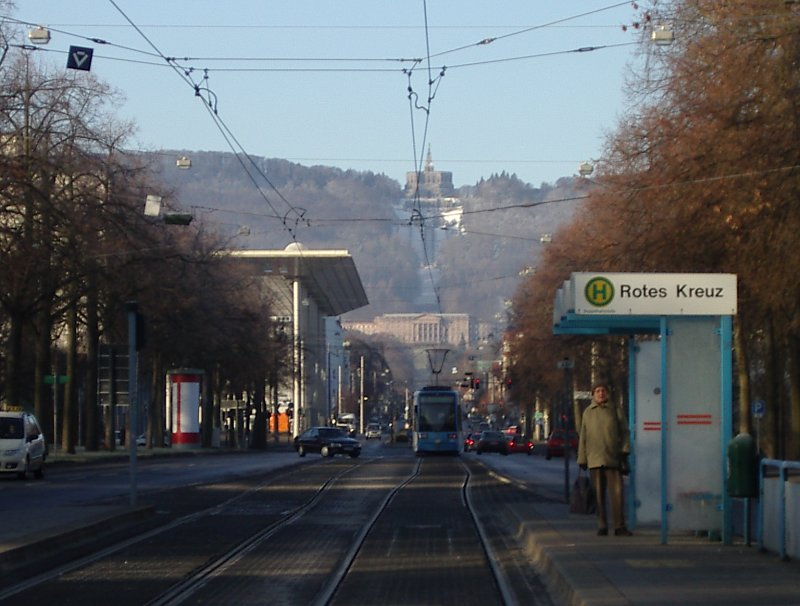
"Wilhelmshöher Allee" verso il Parco di Habichtswald

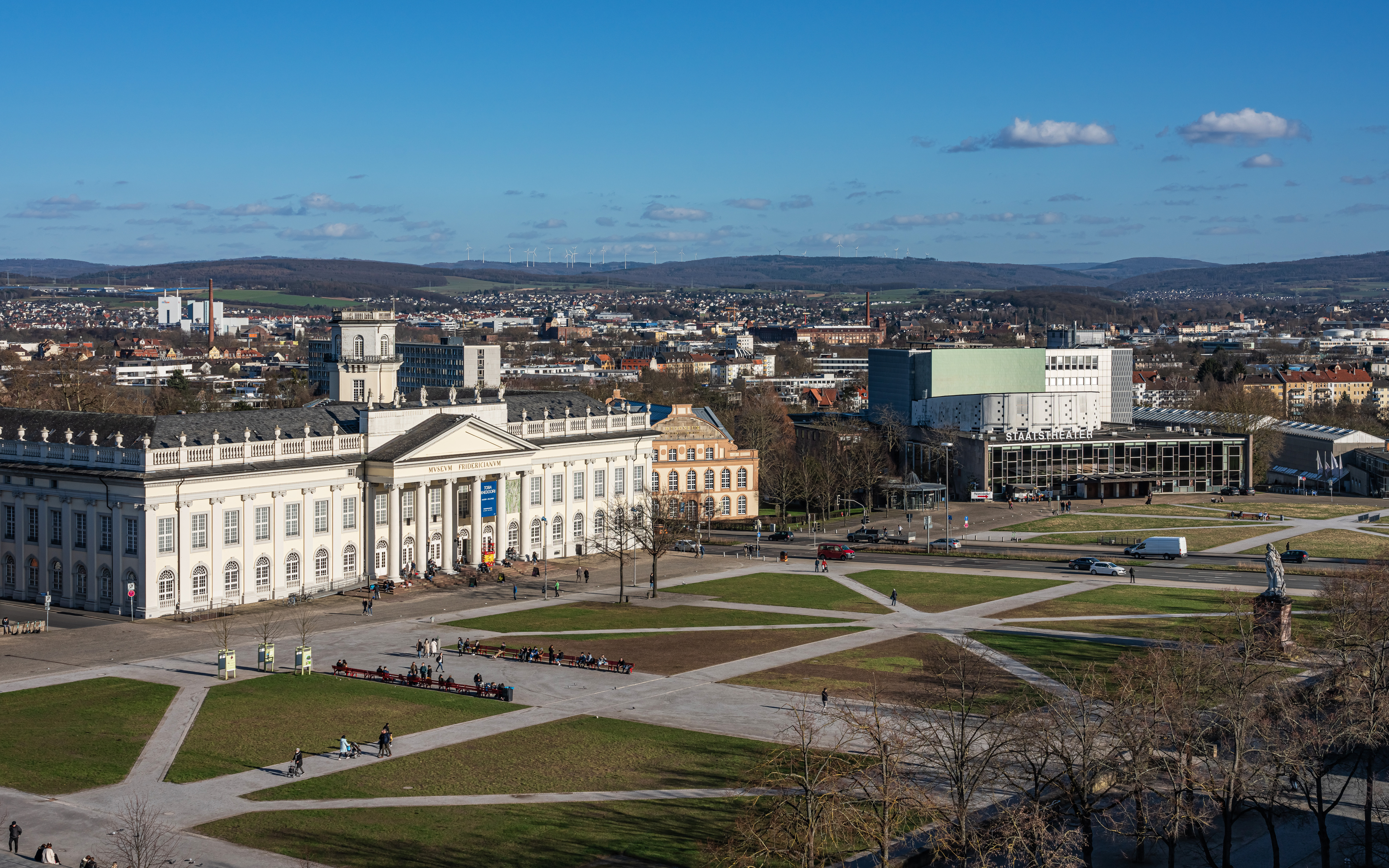
Friedrichsplatz a Kassel, con il museo Fridericianum

A causa dei bombardamenti del 1943, la città venne rifatta praticamente ex novo negli anni cinquanta, motivo per cui ci sono pochi edifici storici in centro. Il monumento più antico è la Druselturm, una torre medievale alta 44 metri. La Brüderkirche e la chiesa di San Martino sono anch'esse in parte di origine medievale, ma i campanili di San Martino risalgono agli anni cinquanta.
Gli edifici storici sopravvissuti si trovano per lo più fuori dal centro della città.

### Palazzo Wilhelmshöhe
Il Palazzo Wilhelmshöhe, sopra la città, venne costruito nel 1786 dal langravio Guglielmo IX di Assia-Kassel. È circondato da un parco che offre molteplici vedute. L'Oktagon è una grossa struttura ottagonale in pietra, sormontata da una replica dell'Ercole Farnese oggi a Napoli (copia da Lisippo). Il Löwenburg ("castello dei leoni") è una replica di un castello medioevale, anch'esso fatto costruire da Guglielmo IX. Dopo la guerra Franco-Prussiana del 1870/71, Napoleone III venne imprigionato a Wilhelmshöhe. Nel 1918 Wilhelmshöhe divenne sede del Comando dell'Esercito tedesco (OHL): fu lì che i comandanti Hindenburg e Ludendorff prepararono la capitolazione tedesca.
Riparati i gravi danni dei bombardamenti della seconda guerra mondiale, dal 1976 è sede definitiva di due delle più importanti collezioni della città, di importanza internazionale.
L'Antikensammlung, "Collezione di arte antica" situata a piano terra, comprende reperti dagli Egizi alla civiltà greco-romana. Il pezzo più famoso è l'Apollo di Kassel, replica romana di un'importante opera di Fidia. La Gemäldegalerie Alte Meister, "Pinacoteca dei maestri antichi" (nei tre piani superiori), fu formata soprattutto nel brevissimo periodo dal 1748 al 1756 per opera dell'appassionato langravio Guglielmo VIII. Nonostante alcune dolorose perdite in età napoleonica, è ancora una collezione eccezionale soprattutto per le opere della scuola olandese del '600: Rubens, Jacob Jordaens, Van Dyck, Frans Hals e, gemma tra le gemme, un gruppo di 11 capolavori di Rembrandt, estremamente variegato per datazione e per soggetto (ritratti, scene sacre e bibliche, paesaggi). Meno numerose, ma sempre di alta qualità, le opere delle scuole francese (Poussin, Simon Vouet), spagnola (Murillo) e italiana (famoso il ritratto di condottiero a figura intera, forse Ferrante Gonzaga, opera tarda di Tiziano).
Il Bergpark Wilhelmshöhe è il più grande parco collinare d'Europa: vasto 240 ettari, vanta ben dodici chilometri di corsi d'acqua, che danno vita ad una cascata che sembra non finire mai. Dal 23 giugno 2013 fa parte del Patrimonio mondiale dell'UNESCO.
Un altro vasto parco è il Karlsaue lungo il Fulda. Fondato nel XVI secolo, è famoso per l'Orangerie, costruita nel 1710 come residenza estiva per il langravio. Oggi il parco ospita anche un planetario.

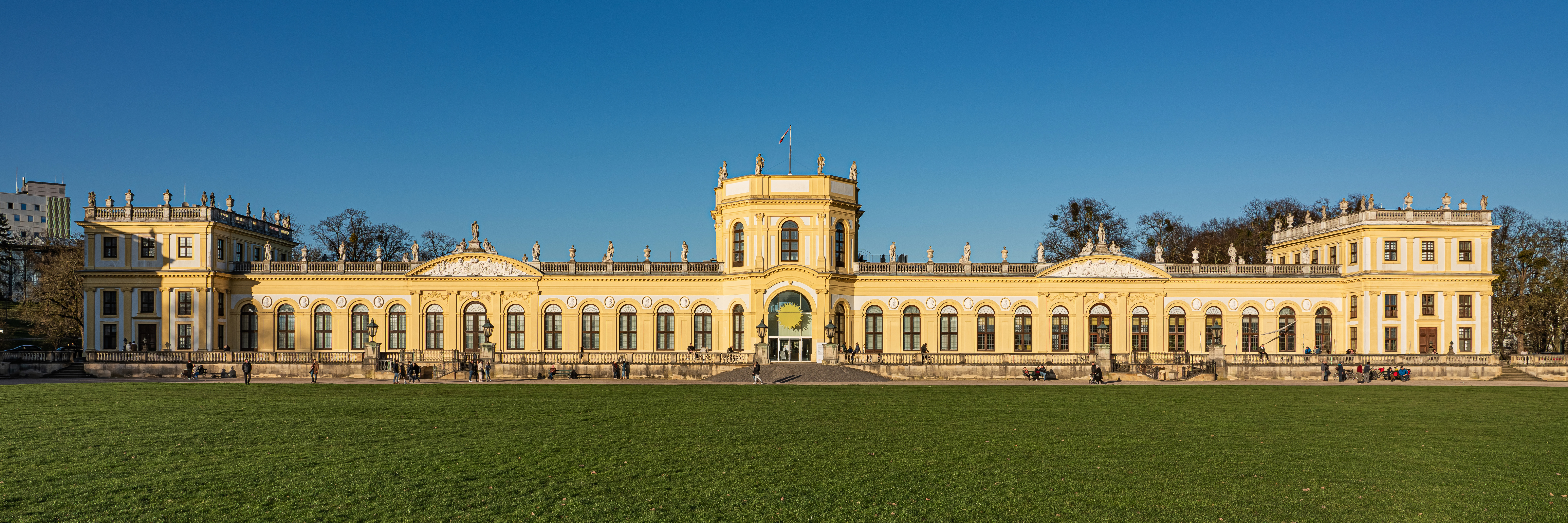
Il Palazzo dell'Orangerie

Ogni cinque anni a Kassel si tiene Documenta, un'importante esibizione internazionale di arte contemporanea. Tra gli altri musei vi sono il Museum für Sepulkralkultur (l'unico museo tedesco di cultura funeraria), la Neue Galerie (famiglia Tischbein, Joseph Beuys), l'Astronomisch-Physikalisches Kabinett nell'Orangerie, con strumenti astronomici e scientifici.

## Infrastrutture e trasporti
La città è servita dall'Aeroporto di Kassel-Calden, situato a 16,7 km a nordovest dalla città.

## Cultura
Nel 1558 a Kassel fu costruito il primo osservatorio tedesco, seguito nel 1604 dall'Ottoneum, il primo teatro permanente, e nel 1779 dal museo pubblico chiamato Museo Fridericianum in onore del suo fondatore. Alla fine del XIX secolo il museo ospitava la più grande collezione di orologi del mondo.
Dal 1955 è sede della manifestazione d'arte contemporanea Documenta.
A Kassel è nato il pittore Eduard Niczky.

## Amministrazione

### Gemellaggi
Kassel è gemellata con:
- Firenze, dal 1952
- Berlino, dal 1962
- Mulhouse, dal 1965
- Rovaniemi, dal 1972
- Västerås, dal 1972
- Jaroslavl', dal 1988
- Arnstadt, dal 1989
- Ramat Gan, dal 1990
- Smirne, dal 1999